# يوميات محلة (مسلسل)
يوميات محلة هو مسلسل تلفزيوني عراقي.

## الممثلون
- فاضل خليل
- حسن حسني
- يوسف العاني
- خليل شوقي
- فخري العقيدي